# 建国忠霊廟

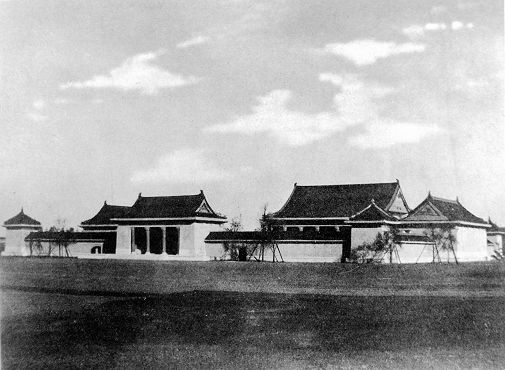
建国忠霊廟全景

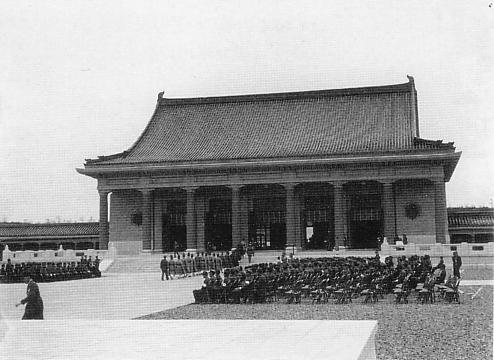
建国忠霊廟拝殿

建国忠霊廟（けんこくちゅうれいびょう）とは、満州国に殉じた死者を祀った宗教施設、慰霊施設。いわば満州国版「靖国神社」である。
建国神廟の摂廟とされ、満州国祭祀府が所管するが、建国神廟とは異なり神社形式ではない。

## 概要

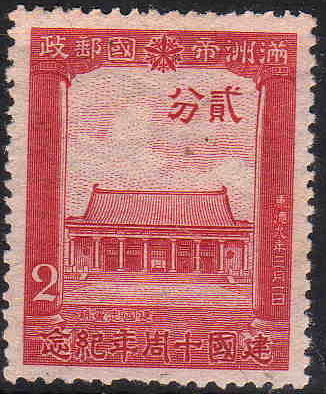
建国忠霊廟を描いた記念切手

1940年（康徳7年）9月18日、新京の大同大街の南端に鎮座・創建された。
神体は、建国神廟と同様の白銅製の紐付きの丸鏡である（大きさは建国神廟のものよりも小さい）。
社殿は中国風を基調とする建築で、屋根は瑠璃瓦葺であった。本殿、拝殿、回廊、角楼などで構成されていた。
満州国郵政は1942年3月1日に建国宣言10周年を記念して3種類の記念切手を発行したが、2分、4分、2角のうち前者の2種類の額面で当該建築物を描いたデザインである。
2008年に訪問した日本人によれば、資材置場の敷地内に放置状態にあるが建物が現存していたという。

## 祭祀

### 恒例祭祀
- 大祭
  - 春季例祭（5月31日）
  - 秋季例祭（7月15日）
- 中祭
  - 建国祭（3月1日）
  - 祈穀祭（穀雨日）
  - 元神祭（7月15日）
  - 嘗新祭（10月17日）
- 小祭
  - 月旦祭（毎月1日）
  - 月例祭（毎月15日）
  - 歳暮祭（12月31日）

### 臨時祭祀
- 大祭
  - 遷座祭
  - 合祀祭